# Heduiga de Nordgau
Heduiga (o Eduviges) de Nordgau (ca. 922 - después de 993) fue la esposa de Sigfrido de Luxemburgo, primer conde de Luxemburgo y fundador del país. Su matrimonio se celebró en alguna fecha cerca del año 950. Ella era de origen sajón, aunque no se sabe a ciencia cierta cuál era su linaje. Algunas fuentes la colocan como hija del conde Eberardo IV de Nordgau y de Lutgarda de Lotaringia. Otras fuentes afirman que estaba relacionada con la familia de Otón I, Emperador del Sacro Imperio. Describiéndose a sí misma como santa, fue la madre de Santa Cunegunda de Luxemburgo, la sexta de los once hijos que tuvo con Sigfrido.

## Hijos
Entre los hijos de Heduiga están:
- Enrique I de Luxemburgo.
- Adalberón, arzobispo de Tréveris.
- Lutgarda, esposa de Arnulfo de Holanda.
- Eva, esposa de Gerardo, conde de Metz.
- Cunegunda, esposa de Enrique II, Emperador del Sacro Imperio Romano Germánico.
- Teodorico I, Obispo de Metz.
- Federico de Luxemburgo.